# فان هو دوان
فان هو دوان (بالفيتنامية:Đoàn Văn Hậu)، من مواليد 19 أبريل 1999م، هو لاعب كرة قدم فيتنامي محترف، يلعب مع نادي هانوي منذ عام 2017م، شارك مع زملائه في التشكيلة الثابتة للمنتخب الفيتنامي لبطولة كأس العالم تحت 20 سنة، والتي أستضافته كوريا الجنوبية سنة 2017م.

## روابط خارجية
- فان هو دوان على موقع قاعدة بيانات كرة القدم.إي يو (الإنجليزية)
- فان هو دوان على موقع ناشيونال فوتبول تيمز (الإنجليزية)
- فان هو دوان على موقع Soccerway.com (الإنجليزية)
- فان هو دوان على موقع عالم كرة القدم.نت (الإنجليزية)